# Assunzione di Maria Vergine (Moroni)
L'Assunzione di Maria Vergine è un dipinto olio su tela di Giovan Battista Moroni, datato 1564 e presente come pala d'altare nella chiesa di Palazzago intitolata a san Giovanni Battista.

## Storia
La tela viene indicata la prima volta nella relazione della visita pastorale del 1575 di san Carlo Borromeo e con la citazione: assumptionis cum icona pulcra. Successivamente inserita in un documento inviato dall'allora parroco don Pietro Colleoni nel 1661 a Donato Calvi, documento poi pubblicato dallo storico:
(Donato Calvi-Effemeride sacra profana di quanto di memorabile sia successo in Bergamo)

Anche Francesco Tassi scriverà della presenza del dipinto di Moroni nel suo «Vite de' pittori, scultori e architetti bergamaschi»: 
(Francesco Tassi - Vite de' pittori, scultori e architetti bergamaschi)
La tela si presentava originariamente centinata per essere poi ridotta a rettangolare solo nel 1728 a seguito della ricostruzione della chiesa. A questi anni si deve il primo intervento sulla tela. Per poterla adattare al nuovo altare furono dipinti accanto alla verdine teste di cherubini, e sulla parte inferiore furono aggiunti circa 20 cm di tela con un prato su cui poggiava il sepolcro.
Ma già nel 1809 una lettera di Pietro Roncalli inviata al prefetto del Dipartimento del Serio, indicava la tela in grave deterioramento.
I primi restauri alla tela si ebbero nel 1728, per poi essere nuovamente restaurata da Mauro Pellicioli nel 1962 che aggiunse fasce si sostengo sul perimetro e ne fece una pulitura senza modificare il restauro precedente, nel 1990 da Gian Maria Maggie e Minerva Tramonti Maggi, e nel 2021 da Marco Fumagalli.
Sono molti gli storici dell'arte a citare la tela nei propri scritti, da Giovanni Maironi da Ponte nel 1820, a Elia Fornoni nel 1902. La datazione viene indicata nel 1545 da Heinrich Merten nel 1928. Nel 1931 Angelo Pinetti considerò che la tela nell'Ottocento era inserita in una cornice posta sull'altare maggiore, per essere poi collocata in una cornice in stucco nel terzo altare laterale. La data fu poi considerata esatta nel 1564 anche da Mina Gregori confermando la datazione attribuita da Donato Calvi.
La tela è sempre stata ospitata nella chiesa di Palazzago di San Giovanni Battista come posta originariamente dall'artista albinese.

## Descrizione
La tela centinata si sviluppa su due livelli. La parte inferiore raffigura gli apostoli posti presso il sepolcro della Vergine vuoto, stupiti, ma con lo sguardo rivolto al cielo. Nel livello superiore la Vergine chin piedi su una mnuvola, con lo sguardo rivolto al cielo ma con le braccia aperte verso la terra e verso i discepoli. Accanto a lei due angeli genuflessi in preghiera e adorazione. L'intensità dei colori, nei rosa, e rossi, con l'importanza dei drappeggi, indicano un artista maturo, che certo non si avvicina a quell'artista considerato per molto tempo, poco idoneo alla realizzazione d'arte sacra, ma più idoneo alla realizzazione di ritratti. 
La tela, pur avendo precedenti, presenta una maggior prontezza e indipendenza dalle opere morettiane se non per gli angeli che riprendono la grande pala dell'Assunta del bresciano presenta nel Duomo vecchio di Brescia del 1524.